# كايل فاولر
كايل فاولر (26 يناير 1992 في الولايات المتحدة - ) (بالإنجليزية: Kyle Fuller)‏ هو لاعب كرة سلة أمريكي في مركز هجوم خلفي. لعب مع Vanderbilt Commodores ‏.

## وصلات خارجية
- كايل فاولر على موقع الاتحاد الدولي لكرة السلة (الإنجليزية)
- كايل فاولر على موقع كرة السلة الأوروبية.كوم (الإنجليزية)
- كايل فاولر على موقع كلية كرة السلة في سبورتس رفرنس.كوم (الإنجليزية)
- كايل فاولر على موقع ريلجم (الإنجليزية)
- كايل فاولر على موقع بروبوليرز (الإنجليزية)